# Kalajärvi (sjö i Finland, Södra Österbotten)
Kalajärvi är en sjö i Finland. Den ligger i kommunen Seinäjoki i landskapet Södra Österbotten, i den sydvästra delen av landet, 280 km norr om huvudstaden Helsingfors. Kalajärvi ligger 105,5 meter över havet. Arean är 11,04 kvadratkilometer och strandlinjen är 43,36 kilometer lång. Sjön  ingår i Kyro älvs huvudavrinningsområde.   I omgivningarna runt Kalajärvi växer i huvudsak blandskog.